# 326-os busz
A 326-os számú regionális autóbusz Fót és Mogyoród összeköttetését biztosítja. Fótról az autóbusz-állomásról indulva végig a 325-ös busszal megegyező útvonalon halad. A járat iskolai munkanapokon a 325-ös busz betétjárataként funkcionál, ám hétvégén Mogyoród és Fót között az egyetlen összeköttetést biztosítja, ill. ekkor ez az egyetlen buszjárat, mely közlekedik Mogyoródon. Továbbá a 326-os busz fő feladata Mogyoródon belül a község távolabbi részeinek összeköttetése a HÉV-állomással. Tanszünetben munkanapokon délután egy pár busz a vasútállomástól továbbközlekedik az Egis helyi telepéig. A járatok menetrendje a HÉV-hez igazodik.

## Megállóhelyei
| 0  | Fót, autóbusz-állomás végállomás | 12 | 308, 309, 310, 311                                                   |
| 1  | Fót, Dózsa György út             | 11 | 308, 309, 310, 313, 314, 315, 316, 318, 319                          |
| 2  | Fót, Kossuth út                  | 10 | 308, 309, 310, 313, 314, 315, 316, 318, 319, 324, 325, 371           |
| 3  | Fót, Gyermekváros (Templom)      | 9  | 308, 309, 310, 313, 314, 315, 316, 317, 318, 319, 320, 324, 325, 371 |
| 4  | Fót, Vörösmarty utca             | 8  | 317, 320, 324, 325                                                   |
| 5  | Fót, Kézműipari Vállalat         | 7  | 317, 320, 324, 325                                                   |
| 6  | Mogyoród, Mátyás király utca     | 6  | 317, 320, 321, 324, 325                                              |
| 7  | Mogyoród, Mázsa tér              | 5  | 317, 320, 321, 324, 325                                              |
| 8  | Mogyoród, patak híd              | 4  | 317, 320, 321, 324, 325                                              |
| 9  | Mogyoród, Újfalu                 | 3  | 317, 320, 321, 324, 325                                              |
| 10 | Mogyoród, Ring fogadó            | 2  | 317, 320, 321, 324, 325                                              |
| 11 | Mogyoród, Szadai elágazás        | 1  | 317, 320, 321, 324, 325                                              |
| 12 | Mogyoród, HÉV-állomás végállomás | 0  | 317, 320, 321, 324, 325                                              |